# Penaincisalia patagonaevaga
Penaincisalia patagonaevaga är en fjärilsart som beskrevs av Johnson 1990. Penaincisalia patagonaevaga ingår i släktet Penaincisalia och familjen juvelvingar. Inga underarter finns listade i Catalogue of Life.